# دينيز كيمني
دينيز كيمني (بالمجرية: Kemény Dénes)‏ هو لاعب كرة الماء وطبيب بيطري مجري، ولد في 14 يونيو 1954 في بودابست في المجر.

## وصلات خارجية
- دينيز كيمني على موقع قاعة مشاهير السباحة العالمية (الإنجليزية)
- دينيز كيمني على موقع أوليمبيديا (الإنجليزية)